# Han Pil-hwa
Han Pil-hwa (født 21. januar 1942 i Nampo i Nordkorea) var en kvindelig nordkoreansk skøjteløber som deltog i de olympiske vinterlege 1964 i Innsbruck og 1972 i Sapporo.
Han Pil-Hwa vandt en olympisk sølvmedalje under Vinter-OL 1964 i Innsbruck. Hun kom på en delt andre plads på 3.000 meter skøjter sammen med Valentina Stenina fra Sovjetunionen. Guldmedaljen gik til Lidija Skoblikova som kom fra Sovjetunionen.

## OL-medaljer
- 1964  Østrig Innsbruck -  Sølv i hurtigløb på skøjter, 3.000 meter, damer